# Lista oper Jacques’a Fromentala Halévy’ego

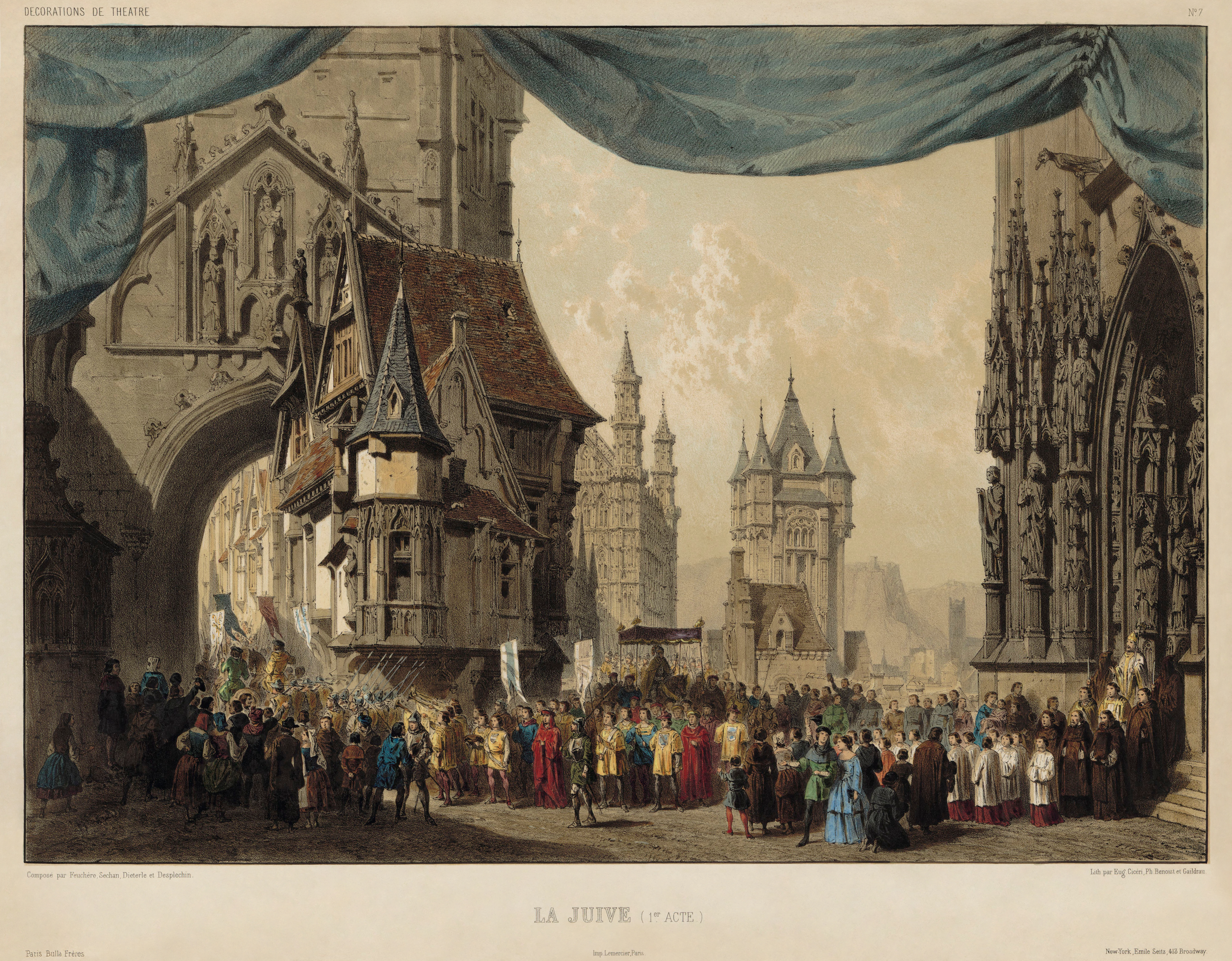
Inscenizacja I aktu podczas premiery Żydówki na litografii Cicéri i Benoista

Lista oper Jacques’a Fromentala Halévy’ego – lista oper skomponowanych lub współstworzonych przez Jacques’a Fromentala Halévy’ego zawiera 38 dzieł.
Ostatnie z nich – Vanina d'Orano – pozostało nieukończona; dwa – Les bohemiennes i Erostrate – uznane są za zagonione, przedostatnie zaś – Noé ou Le déluge – zostało dokończone przez Georges’a Bizeta. Sam Halévy uzupełnił operę Ludovic Ferdinanda Hérolda, a trzy utwory napisał wspólnie z innymi kompozytorami – Le Roi et le batelier z Victorem Rifautem, Attendre et courir z Henri de Ruolzem oraz La tentation z C. Gide’em. Jedna z oper – L'Inconsolable – wystawiona została pod pseudonimem Alberti.
Librecistami, z którymi Halévy najczęściej współpracował byli Eugène Scribe i Jules-Henri Vernoy de Saint-Georges. Prawie wszystkie opery Halévy’ego miały swoje prapremiery w Paryżu. Najsłynniejszym dziełem kompozytora jest Żydówka (La Juive) wystawiona w 1835.
| Tytuł                                         | Autor libretta                                         | Data powstania | Prapremiera                                                         | Uwagi                                                               |
| --------------------------------------------- | ------------------------------------------------------ | -------------- | ------------------------------------------------------------------- | ------------------------------------------------------------------- |
| Les bohemiennes                               | ?                                                      | 1819–1820      | nie wystawiono                                                      | zaginiona                                                           |
| Marco Curzio                                  | ?                                                      | 1822           | ?                                                                   | tylko finał                                                         |
| Les deux pavilloms ou Le jaloux et le mefiant | J.B.C. Vial                                            | 1824           | nie wystawiono                                                      |                                                                     |
| Pygmalion                                     | Antoine Arnoult; Patin                                 | ok. 1824       | nie wystawiono                                                      | I akt                                                               |
| Erostrate                                     | Antoine Arnoult; Ludovic Halévy                        | ok. 1825       | nie wystawiono                                                      | III akty; zaginiona                                                 |
| L'Artisan                                     | Jules-Henri Vernoy de Saint-Georges                    |                | 30 stycznia 1827                                                    | I akt                                                               |
| Le Roi et le batelier                         | Jules-Henri Vernoy de Saint-Georges                    |                | 8 listopada 1827                                                    | wspólnie z Victorem Rifautem                                        |
| Clari                                         | Pietro Giannone                                        |                | 9 grudnia 1828                                                      | III akty                                                            |
| Le dilettante d'Avignon                       | François-Benoit Hoffmann; Léon Halévy                  |                | 7 października 1829                                                 | I akt                                                               |
| Attendre et courir                            | François-Benoît Hoffman; Henri                         |                | 28 maja 1830                                                        | wspólnie z Henri de Ruolzem                                         |
| La Langue musicale                            | Saint-Yves                                             |                | 11 grudnia 1830                                                     | I akt                                                               |
| La tentation                                  | E. Cavé; Jean Coralli                                  |                | 20 czerwca 1832                                                     | V aktów; wspólnie z C. Gide’em; opera baletowa                      |
| Yella                                         | Hégésippe Moreau; P. Dupont                            | ok. 1832       | nie wystawiono ze względu na bankructwo teatru Opéra-Comique w 1832 | II akty                                                             |
| Les Souvenirs de Lafleur                      | Pierre-Frédéric-Adolphe Carmouche; de Courcy           |                | 4 marca 1833                                                        | I akt                                                               |
| Ludovic                                       | Jules-Henri Vernoy de Saint-Georges                    |                | 16 maja 1833                                                        | I akty; uzupełnienie opery Ferdinanda Hérolda                       |
| La Juive                                      | Eugène Scribe                                          |                | 23 lutego 1835                                                      | V aktów                                                             |
| L'éclair                                      | Jules-Henri Vernoy de Saint-Georges;                   |                | 16 grudnia 1835                                                     | III akty                                                            |
| Guido et Ginevra                              | Eugène Scribe                                          |                | 5 grudnia 1838                                                      | V aktów; libretto wg Honoré'a de Balzaca                            |
| Les Treize                                    | Paul Duport; Eugène Scribe                             |                | 15 kwietnia 1839                                                    | III akty                                                            |
| Le shérif                                     | Eugène Scribe                                          |                | 2 września 1839                                                     | III akty; wg                                                        |
| Le Drapier                                    | Eugène Scribe                                          |                | 6 stycznia 1840                                                     | III akty                                                            |
| Le Guitarréro                                 | Eugène Scribe                                          |                | 21 stycznia 1841                                                    | III akty                                                            |
| La reine de Chypre                            | Jules-Henri Vernoy de Saint-Georges                    |                | 22 grudnia 1841                                                     | V aktów                                                             |
| Charles VI                                    |                                                        |                | 15 marca 1843                                                       |                                                                     |
| Le lazzarone, ou Le bien vient en dormant     | Jules-Henri Vernoy de Saint-Georges                    |                | 23 marca 1844                                                       | II akty                                                             |
| Les Mousquetaires de la reine                 | Jules-Henri Vernoy de Saint-Georges                    |                | 3 lutego 1846i                                                      | III akty                                                            |
| Le val d'Andorre                              | Jules-Henri Vernoy de Saint-Georges                    |                | 11 listopada 1848                                                   | III akty                                                            |
| La Fée aux roses                              | Eugène Scribe; Jules-Henri Vernoy de Saint-Georges     |                | 1 października 1849                                                 | III akty                                                            |
| La Tempesta                                   | Pietro Giannone; Eugène Scribe                         |                | 8 czerwca 1850                                                      | III akty; wystawiona w Londynie; libretto wg Williama Shakespeare’a |
| La Dame de pique                              | Eugène Scribe                                          |                | 28 grudnia 1850                                                     | III akty                                                            |
| Le Juif errant                                | Eugène Scribe; Jules-Henri Vernoy de Saint-Georges     |                | 23 kwietnia 1852                                                    | V aktów; libretto wg Eugène’a Sue’a                                 |
| Le nabab                                      | Eugène Scribe; Jules-Henri Vernoy de Saint-Georges     |                | 1 września 1853                                                     | III akty                                                            |
| Jaguarita l'Indienne                          | Jules-Henri Vernoy de Saint-Georges; Adolphe de Leuven |                | 14 maja 1855                                                        | III akty                                                            |
| L'Inconsolable                                | ?                                                      |                | 13 czerwca 1855                                                     | I akt; wystawiona pod pseudonimem Alberti                           |
| Valentine d’Aubigny                           | Jules Barbier; Michel Carré                            |                | 26 kwietnia 1856                                                    | III akty                                                            |
| La magicienne                                 | Jules-Henri Vernoy de Saint-Georges                    |                | 17 marca 1858                                                       | V aktów                                                             |
| Noé ou Le déluge                              | Jules-Henri Vernoy de Saint-Georges                    |                | 5 kwietnia 1855                                                     | III akty; ukończona przez Georges’a Bizeta; wystawiona w Karlsruhe  |
| Vanina d'Orano                                | Ludovic Halévy                                         |                | nie wystawiono                                                      | III akty; nieukończona                                              |